# Edwin Colbert
Edwin Harris Colbert, detto Ned (Clarinda, 28 settembre 1905 – Flagstaff, 15 novembre 2001), è stato un paleontologo statunitense.

## Biografia
Si è laureato presso l'Università del Nebraska e ha conseguito il dottorato di ricerca presso la Columbia University, dove in seguito ha insegnato. È stato curatore del Dipartimento dei Paleontologia dei Vertebrati presso l'American Museum of Natural History.

## Riconoscimenti
Gli è stato dedicato un dinosauro, l'Isisaurus colberti.
Nel 1935 ha ricevuto la Daniel Giraud Elliot Medal.
Assieme alla moglie gli è stato intitolato un premio, il Edwin H. and Margaret M. Colbert Student Poster Prize.

## Opere in italiano
- Animali e continenti alla deriva, 1978, trad. Marco Papi, Arnoldo Mondadori Editore, Milano